# Markus Redli
Markus Redli (* 13. Mai 1915 in Walenstadt; † 30. Oktober 2012 in Bern) war ein Schweizer Jurist und Bundesbeamter.

## Leben

### Familie
Markus Redli war der Sohn des Kaufmanns Johann Jakob Redli und dessen Ehefrau Maria Kreszentia (geb. Strebel) und wuchs in Walenstadt und Erlenbach auf.
Er war verheiratet mit Elisabeth (geb. Cron) (* 24. März 1923; † 15. September 2019): gemeinsam hatten sie drei Söhne.
1956 siedelte die Familie von Murten nach Bern über.

### Werdegang
Nach dem Besuch des Kollegiums Maria Hilf, die er gemeinsam mit Victor Hermann Umbricht besuchte, in Schwyz fand er 1934 im Jugendsekretariat Zürich unter Pater Emil Immoos (1899–1981), der später mit einer Gruppe von Arbeitsuchenden nach Brasilien auswanderte, ein Tätigkeitsfeld, in welchem er seine organisatorischen Fähigkeiten und sein soziales Engagement so richtig entfalten konnte. Er organisierte Arbeitsdienste für arbeitslose Jugendliche, verhandelte mit Behörden und Leuten der Wirtschaft und verdiente ein paar zusätzliche Franken als Klavierbegleiter eines Sängers, der in den Wirtschaften von Limmatstadt auf Tournee ging.
Im Herbst 1935, nach der Rekrutenschule, immatrikulierte er sich im Herbst 1935 an der Universität Zürich zu einem Rechts- und Volkswirtschaftsstudium, das er an der Universität Bern fortsetzte.
Von 1941 an war er anfangs Registraturgehilfe bei der Kriegswirtschaft im Eidgenössischen Volkswirtschaftsdepartement. Dort waren unter anderem auch Friedrich Traugott Wahlen, Hans Schaffner, Arnold Muggli (1905–1961) und Otto Zipfel (1888–1966) tätig, die er nun kennenlernte; Arnold Muggli wurde hierbei sein Mentor. 1943 wurde er Generalsekretär des Amtes und war von 1948 bis 1854 Stellvertreter von Otto Zipfel, Delegierter für Arbeitsbeschaffung und wirtschaftliche Kriegsvorsorge; in dieser Zeit schloss er auch sein Studium ab; 1954 promovierte er dann mit seiner Dissertation Der Pflichtlagervertrag zum Dr. jur.
1954 wurde er Direktionsmitglied der Allgemeinen Treuhand AG Bern und betreute das Ressort Wirtschaftsorganisationen. Er blieb dort bis 1961, als er unter dem Departementvorsteher des Eidgenössischen Finanzdepartement Jean Bourgknecht zum Direktor der Eidgenössischen Finanzverwaltung gewählt wurde und folgte damit Edwin Stopper (1912–1988); in diesem Amt wirkte er dann bis 1968, sein Nachfolger wurde Rudolf Bieri.
Von 1969 bis zum 31. Juli 1980 löste er Vicente Tuason (1903–1973) ab und war Präsident der Post-, Telefon- und Telegrafenbetriebe (PTT)-Generaldirektion und beschäftigte sich im Schwerpunkt mit deren Reorganisation und Stärkung der Unternehmensführung; sein Nachfolger wurde Hans-Werner Binz (1925–1989).
Zum 1. August 1980 wurde er als Präsident des Verwaltungsrates der Radio Schweiz AG zum Nachfolger von Olivier Reverdien gewählt.

### Gesellschaftliches und berufliches Wirken
Markus Redli betätigte sich noch als Student in seiner Freizeit als Chorleiter und Pianist.
Er war nach dem Aufstand von 1956 bis 1957 Chefdelegierter der Ungarnhilfe des Internationalen Roten Kreuzes.
Unter anderem war er Mitbegründer der Schweizerischen Vereinigung für Atomenergie und gehörte auch zu den Initianten der Bürgschaftsgenossenschaft für die Saisonhotellerie; für beide Vereinigungen übernahm er die Geschäftsführung.
1974 wurde er Präsident des Jubiläumsweltpostkongresses und war von 1974 bis 1979 Verwaltungsratspräsident des Weltpostvereins.
Er engagierte sich auch im Vorstand und Arbeitsausschuss des Arbeitskreises Gelebte Geschichte.
Während der Kriegsjahre des Zweiten Weltkriegs leistete er viele Monate Aktivdienst als Quartiermeister und brachte es später bis zum Oberst.
Sein Nachlass befindet sich im Archiv für Zeitgeschichte der Eidgenössischen Technischen Hochschule (ETH) Zürich.

## Ehrungen und Auszeichnungen
- Markus Redli erhielt 1974 vom deutschen Postminister Kurt Gscheidle die Heinrich-von-Stephan-Plakette der Deutschen Bundespost verliehen.[15]

## Mitgliedschaften
- Markus Redli war Mitglied[16] der Tatgemeinschaft Schweizer Jugend, die sich für die Verteidigung der Demokratie und für die Freiheiten und Rechte jedes Einzelnen und jeder Gruppe einsetzte. Sie engagierte sich gegen nationalsozialistische Tendenzen und bekämpfte die Aktivitäten frontistischer Organisationen.[17]
- Er war Ehrenmitglied der Fördergesellschaft des Instituts für Systemisches Management und Public Governance.[18]

## Schriften (Auswahl)
- Der Pflichtlagervertrag. Zürich 1953.
- Währungsprobleme im Kleinstaat: aktuelle Fragen der schweizerischen Wirtschafts- und Finanzpolitik. Bern 1967.
- Auf dem Weg zu einer neuen Finanzordnung. Bern 1968.
- Die politischen Fesseln der PTT. Bern 1974.
- Management in der öffentlichen Unternehmung. Bern 1975.